# Geolycosa wrighti
Geolycosa wrighti là một loài nhện trong họ Lycosidae.
Loài này thuộc chi Geolycosa. Geolycosa wrighti được James Henry Emerton miêu tả năm 1912.